# Samobor
Pour les articles homonymes, voir Samobor (homonymie).

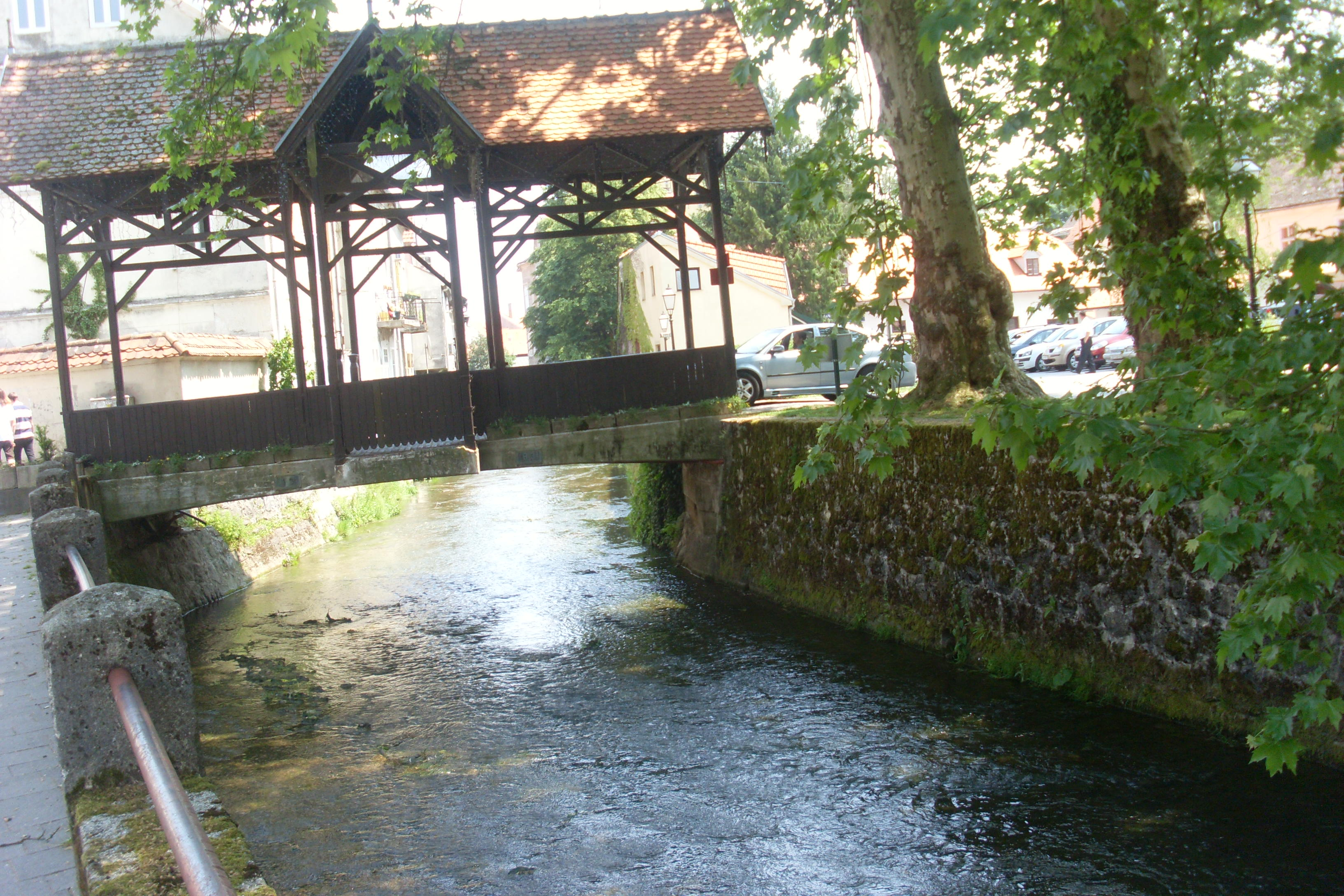
Pont sur la Gradna à Samobor

Samobor est une ville et une municipalité de Croatie centrale, dans le comitat de Zagreb, en Croatie. Au recensement de 2001, la municipalité comptait 36 206 habitants, dont 96,89 % de Croates et la ville seule comptait 15 147 habitants. Elle est traversée par la rivière Gradna.

## Histoire

### Préhistoire
-5000 à -4000
Sur les collines avoisinantes - Straznik, Hajdovcak, Gradisc - ont été découverts des haches de pierre, des récipients, des fragments d'armes et d'outils.
-900 à -500
Des restes attestent de la culture de l'âge du fer, à Bregana, Veliki Lovnik, Popov-dol, Budinjak.

### Antiquité
-300 à -100 : La découverte de monnaie en argent dite du "Samoborois" près de Okic, présume également d'une fonderie proche.
33 : Relations historiographiques sur les civilisations illyriennes et celtes pour le pouvoir romain.
Ier siècle : Nécropole romaine à Gornji Vas sur le mont Zumberak, avec une soixantaine de tombes.

### Moyen Âge
XIe siècle-XIIe siècle
Existence d'un marché antérieure à sa première mention manuscrite.
XIIIe siècle
Les habitants de Samobor ont obtenu dès 1240, sous le duc Koloman, des privilèges pour leur marché, les libérant du joug royal de Bela IV, roi croato-hongrois, ainsi que des magistrats royaux. Ils ont le droit de choisir leur prêtre et de gérer les biens de l'église. Le décret mentionne également les frontières du territoire autour du marché donné par le roi.

### Renaissance
XIVe siècle-XVe siècle
Premières mentions en 1334 de l'église Saint Anastase. L'actuel bâtiment date de 1688 en remplacement de l'ancienne église ruinée. Jusqu'au début du XVe siècle Samobor demeure propriété de la royauté, sous l'autorité des Bans. Ils possèdent également les mines de cuivres à Rude dont l'exploitation a commencé au XIVe siècle.

### XVIesiècle
Le marché s'étend encore grâce au décret du roi Ludovik en 1525 autorisant le prélèvement de l'impôt royal sur le marché.
À cause de l'invasion turque au XVIe siècle d'une grande partie des territoires habités par les Croates, des migrations amènent une population fuyant les Turcs. Des franciscains venant de la province bosno-croate arrivent vers 1525, ils obtiennent l'église de la Bienheureuse Vierge Marie à Polj, construite en 1242 par le roi Bela IV. Ils apprennent également aux enfants à lire et à écrire. L'école des franciscains est mentionnée en 1535.
Une révolte des paysans samoborois, mécontents de leur sort, a lieu en 1573.

### XVIIesiècle
Un tribunal, après un long procès, rend un jugement sur la pleine autorité des samoborois à choisir leur clergé, en 1651.
La duchesse Ana Elizabeth Auersperg fait construire de 1671 à 1688 la nouvelle église paroissiale de Saint Anastase.

### XVIIIesiècle
En 1769, l'impératrice Marie-Thérèse rend un jugement définitif pour le procès centenaire entre le marché de Samobor et la seigneurie. Ce manuscrit est gardé au musée de Samobor, il est écrit en kaïkavien, allemand, hongrois et latin.
La demeure seigneuriale, à cause des multiples changements de propriétaires et de fonctions, est délaissée et n'est plus habitée à partir de 1790.
Diverses activités industrielles (minerais de cuivre, fer, potasse) s'y développent, dont  des manufactures de céramique, verrerie et cristallerie.

### XIXesiècle
À la suite des guerres napoléoniennes du début du siècle qui conquièrent jusqu'à Karlovac, la rivière Save devient, à la création des provinces illyriennes, la frontière entre deux empires : l'Autriche et la France. Face à Zagreb, Samobor devient chef-lieu de canton de province illyrienne française de 1809 à 1813. Une forme de tourisme fait son apparition dès 1810. 
Après le départ des Français, ce territoire est occupé par l'Autriche, puis rendu à la Croatie en 1822.
À partir de 1850 les droits féodaux disparaissent et la juridiction et l'autorité se modernisent.
Dans la deuxième moitié du siècle, Samobor se développe en infrastructures, en parcs et jardins, en hébergement pour les curistes venus de la capitale, Zagreb, toute proche. En 1868, les thermes en eau sulfurée de Sainte Hélène (aujourd'hui les bains de Smidhen) accueillent leurs premiers clients. Le premier journal imprimé à Samobor paraît en 1879 : Ljubica.
Jusqu'aux années 70 du XIXe siècle toutes les voies principales de Croatie sont reliées par chemin de fer. Mais il faudra attendre 1883 et la construction du pont sur la Save pour rendre possible Samobor la liaison par voie ferrée. Elle sera mise en exploitation en 1901 et continuera de fonctionner jusqu'en 1979.

### XXesiècle
La ruine du château féodal est acquise par la mairie en 1902 afin d'en utiliser le capital touristique.
Les journaux Samoborski list et Sraka (journal satirique) paraissent en 1904.
En 1916 et en 1917 les cloches des églises sont retirées pour servir à l'effort de guerre.
Entre les deux guerres, des villas et des pensions sont construites pour héberger les curistes. Les coteaux de Straznik, Giznik et Anindol se couvrent de vignobles et de chalets.

## Sport
Le club de football de Samobor est le NK Samobor.

## Localités
La municipalité de Samobor compte 78 localités : 
- Beder
- Bobovica
- Braslovje
- Bratelji
- Bregana
- Breganica
- Brezovac Žumberački
- Budinjak
- Bukovje Podvrško
- Celine Samoborske
- Cerje Samoborsko
- Cerovica
- Dane
- Dolec Podokićki
- Domaslovec
- Draganje Selo
- Dragonoš
- Drežnik Podokićki
- Dubrava Samoborska
- Falašćak
- Farkaševec Samoborski
- Galgovo
- Golubići
- Gornja Vas
- Gradna
- Grdanjci
- Gregurić Breg
- Hrastina Samoborska
- Jarušje
- Javorek
- Kladje
- Klake
- Klokočevec Samoborski
- Konšćica
- Kostanjevec Podvrški
- Kotari
- Kravljak
- Lug Samoborski
- Mala Jazbina
- Mala Rakovica
- Mali Lipovec
- Manja Vas
- Medsave
- Molvice
- Noršić Selo
- Novo Selo Žumberačko
- Osredek Žumberački
- Osunja
- Otruševec
- Pavučnjak
- Petkov Breg
- Podgrađe Podokićko
- Podvrh
- Poklek
- Prekrižje Plešivičko
- Rakov Potok
- Rude
- Samobor
- Samoborski Otok
- Savršćak
- Selce Žumberačko
- Sječevac
- Slani Dol
- Slapnica
- Slavagora
- Smerovišće
- Stojdraga
- Sveti Martin pod Okićem
- Šimraki
- Šipački Breg
- Tisovac Žumberački
- Velika Jazbina
- Velika Rakovica
- Veliki Lipovec
- Višnjevec Podvrški
- Vratnik Samoborski
- Vrbovec Samoborski
- Vrhovčak

## Jumelages
La ville de Samobor est jumelée avec :
- Wirges (Allemagne) depuis 1974,
- Vélès (Macédoine du Nord) depuis 1977,
- Stari Grad (Croatie) depuis 1996,
- Pécs (Hongrie) depuis 2000,
- Chassieu (France) depuis 2007,
- Parabiago (Italie) depuis 2010.